# Francesco Antonio Visocchi
Francesco Antonio Visocchi, oppure Francescantonio Visocchi (Atina, 10 luglio 1766 – Gallipoli, 20 aprile 1833), è stato un vescovo cattolico italiano.

## Biografia
Nacque ad Atina, in provincia di Frosinone, da una famiglia benestante; fu lo zio di Pasquale Visocchi. 
Venne ordinato presbitero il 4 marzo 1792 e fu dottore in Diritto canonico. Prestò servizio per trentotto anni come canonico teologale e per quindici anni ebbe l'incarico di vicario capitolare presso la diocesi di Atina.
Dopo quarant'anni dedicati al servizio della Chiesa come sacerdote, nel 1832 papa Gregorio XVI lo scelse e lo confermò vescovo di Gallipoli. L'8 luglio dello stesso anno fu consacrato per l'imposizione delle mani del principe cardinale Emmanuele De Gregorio, allora penitenziere maggiore e cardinale vescovo di Frascati, e dei coconsacratori Antonio Luigi Piatti, allora arcivescovo titolare di Trebisonda, e Pietro Ostini, allora arcivescovo titolare di Tarso. Prese possesso della diocesi solo alcuni mesi più tardi, il 17 gennaio 1833.
Un aneddoto riguarda l'ingresso del vescovo in città: numerosi fedeli gallipolitani attendevano con ansia l'arrivo del vescovo; pescatori, facchini e altri del popolo con in mano rami di olivo accorsero incontro alla carrozza del vescovo presso l'altura della chiesa di San Lazzaro, staccarono i cavalli dalla carrozza e la caricarono a spalla fino alla cattedrale, mentre si levavano dalla folla grida e ringraziamenti, le bande suonavano a festa e dalle navi si sparava a salve.
Dopo il rito della presa di possesso si ritirò nel palazzo vescovile, che si trovava in una pessima situazione di abbandono; egli si preoccupò di migliorarne lo stato, nonostante la sua condizione di salute non ottimale.
Il 20 febbraio, con una lettera pastorale diretta al suo popolo - e in accordo con il breve apostolico Plura post - stabilì la data di inizio e di fine del Giubileo nella diocesi di Gallipoli e indicò le chiese della città da visitare per ottenere l'indulgenza plenaria.
Il 9 marzo scrisse una lettera al cardinale Segretario di Stato per informarlo della sua decisione di celebrare in tutte le chiese parrocchiali della diocesi e per tutti gli anni a venire, un triduo solenne di ringraziamento, poiché il suo popolo era stato preservato dal cholera morbus, malattia acuta che aveva flagellato duramente in modo epidemico il Regno delle Due Sicilie intorno al 1830 e 1831, procurando numerose vittime.
A causa di problemi respiratori che si aggravarono in poco tempo, morì il 20 aprile 1833, dopo soli tre mesi e tre giorni dal suo arrivo a Gallipoli. È stato l'episcopato più breve della storia della diocesi di Gallipoli.
Le esequie furono presiedute il 23 aprile dal vescovo di Lecce Nicola Caputo. Bartolomeo Ravenna, nelle sue memorie storiche, descrisse il pianto dirotto del popolo quando fu trasporto il cadavere per le vie della città, dolore che colpì il vescovo di Lecce e dal quale comprese quanto Visocchi fosse amato.
Dieci giorni dopo la scomparsa del vescovo Visocchi, il re Ferdinando II fece visita alla cittadinanza di Gallipoli e promise ai cittadini un nuovo pastore. Papa Gregorio XVI nel 1834 nominò come suo successore Giuseppe Maria Giove.

## Genealogia episcopale
La genealogia episcopale è:
- Cardinale Scipione Rebiba
- Cardinale Giulio Antonio Santori
- Cardinale Girolamo Bernerio, O.P.
- Arcivescovo Galeazzo Sanvitale
- Cardinale Ludovico Ludovisi
- Cardinale Luigi Caetani
- Cardinale Ulderico Carpegna
- Cardinale Paluzzo Paluzzi Altieri degli Albertoni
- Papa Benedetto XIII
- Papa Benedetto XIV
- Papa Clemente XIII
- Cardinale Marcantonio Colonna
- Cardinale Giacinto Sigismondo Gerdil, B.
- Cardinale Giulio Maria della Somaglia
- Cardinale Emmanuele De Gregorio
- Vescovo Francesco Antonio Visocchi